# Benj Pasek

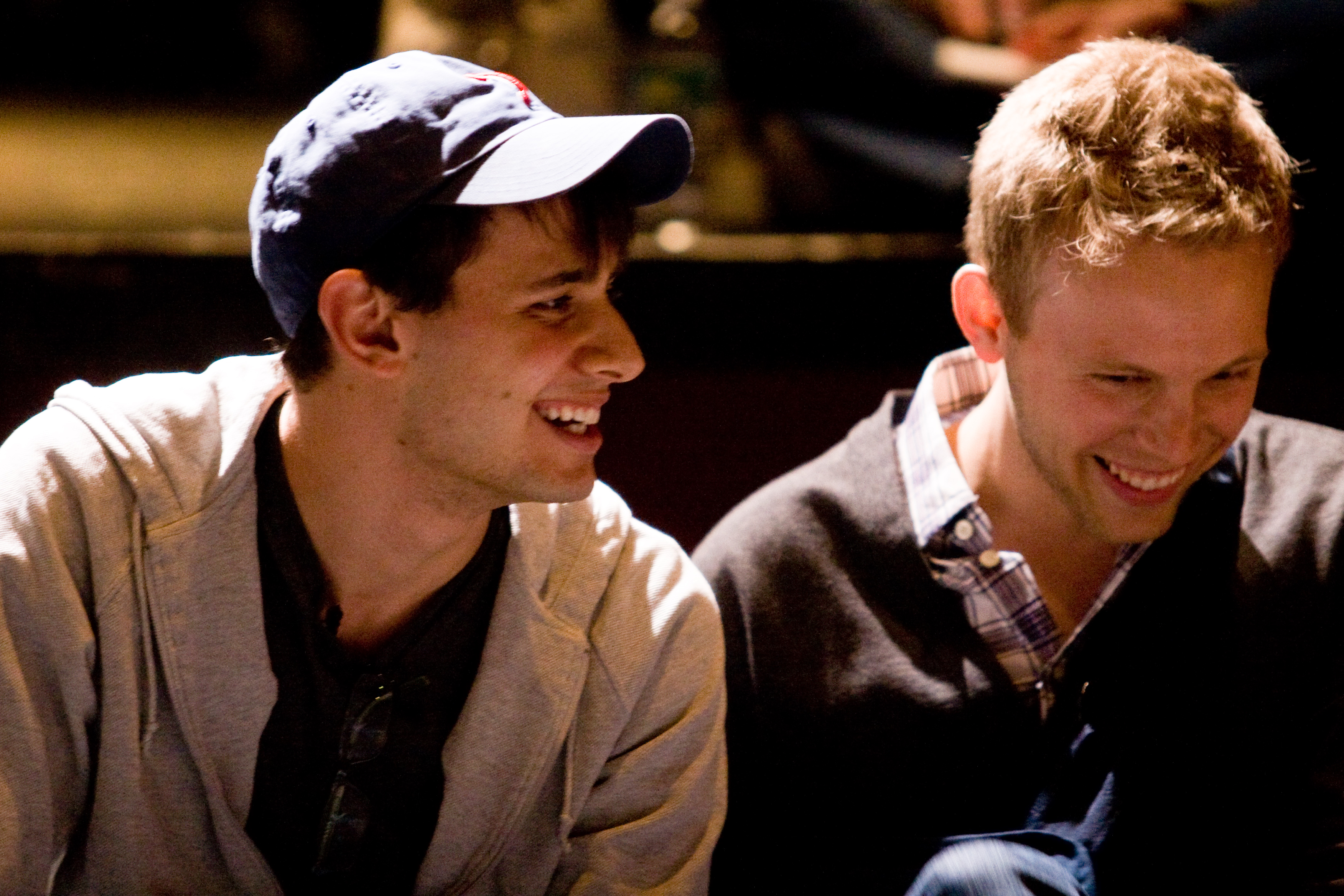
Benj Pasek (li.) gemeinsam mit seinem Kollegen Justin Paul (2009)

Benj Pasek (* 9. Juni 1985 in Philadelphia, Pennsylvania) ist ein US-amerikanischer Filmkomponist, der für seine Arbeit am Film La La Land 2017 mit einem Oscar ausgezeichnet wurde. Meist arbeitet Pasek mit Justin Paul zusammen.

## Leben
Gemeinsam mit Justin Paul schrieb und komponierte er das Musical Dogfight – Ein hässliches Spiel, das auf dem US-amerikanischen Kinofilm Dogfight beruht. Im Jahr 2015 wurde das mit Paul geschriebene Stück Dear Evan Hansen in Washington DC uraufgeführt. 2016 kam das Stück an den Broadway.
Für den Film La La Land von Damien Chazelle schrieb Benj Pasek gemeinsam mit Justin Hurwitz und Justin Paul den Song City of Stars, der im Rahmen der Golden Globe Awards 2017 als bester Filmsong ausgezeichnet wurde, ebenso bei der späteren Oscarverleihung in der gleichen Kategorie.
Mit Paul schrieb er, unter anderem, den Song This Is Me für den Film Greatest Showman von Michael Gracey. Für diese Arbeit wurden beide im Rahmen der Golden Globe Awards 2018 ausgezeichnet. Am 18. Dezember 2017 gab die Academy of Motion Picture Arts and Sciences bekannt, dass sich This Is Me in einer Vorauswahl von 70 Liedern befindet, aus der die Nominierungen in der Kategorie Bester Filmsong im Rahmen der Oscarverleihung 2018 bestimmt wurden. Im Januar 2018 folgte die offizielle Nominierung. Der Song erhielt zudem eine Nominierung im Rahmen der Critics’ Choice Movie Awards 2018.
Für die 2022 auf Apple TV+ veröffentlichte Musical-Komödie Spirited schrieben Pasek und Paul insgesamt 12 Songs, die von einem Schauspielensemble rund um Will Ferrell, Ryan Reynolds und Octavia Spencer gesungen werden.
Pasek ist offen homosexuell.

## Filmografie (Auswahl)
Komponist
- 2022: Lyle – Mein Freund, das Krokodil (Lyle, Lyle, Crocodile)
- 2025: Schneewittchen (Snow White)

## Auszeichnungen (Auswahl)
Dies sind Auszeichnungen, die Pasek und Justin Paul zusammen gewonnen haben. Mit der Emmy-Auszeichnung 2024 erreichten sie EGOT-Status.
Emmy
- 2018: Nominierung als Beste Originalmusik und Text (A Christmas Story Live!)
- 2024: Auszeichnung als Beste Originalmusik und Text (Only Murders in the Building)

Grammy Awards
- 2018: Auszeichnung als Bestes Musiktheateralbum (Dear Evan Hansen)[8]
- 2018: Nominierung als Bester Song für visuelle Medien (City of Stars aus La La Land)
- 2019: Auszeichnung als Bester Kompilationssoundtrack für visuelle Medien (The Greatest Showman)[9]
- 2022: Nominierung als Bester Kompilationssoundtrack für visuelle Medien (Dear Evan Hansen)

Oscar
- 2017: Auszeichnung als Bester Song (City of Stars aus La La Land)
- 2018: Nominierung als Bester Song (This Is Me aus Greatest Showman)

Tony Awards
- 2013: Nominierung als Bester Originalscore (A Christmas Story: The Musical)
- 2017: Auszeichnung als Bestes Musical und als Beste Originalmusik (Dear Evan Hansen)[10]
- 2022: Auszeichnung als Bestes Musical (A Strange Loop)

Golden Globe Award
- 2017: Auszeichnung als Bester Filmsong (City of Stars aus La La Land)
- 2018: Auszeichnung als Bester Filmsong (This Is Me aus Greatest Showman)[11]

Guild of Music Supervisors Award
- 2018: Nominierung in der Kategorie Best Music Supervision in Motion Picture – Motion Picture Over 25M (Greatest Showman)
- 2018: Nominierung in der Kategorie Best Song/Recording Created for a Film (This Is Me aus Greatest Showman)[12]

Hollywood Music in Media Award
- 2017: Nominierung in der Kategorie Original Song – Feature Film (This Is Me aus Greatest Showman)[13]
- 2021: Nominierung in der Kategorie Original Song – Onscreen Performance (The Anonymous Ones aus Dear Evan Hansen)[14]